# Potyczka w Jumonville Glen
Potyczka w Jumonville Glen – starcie zbrojne, które miało miejsce podczas wojny o kolonie amerykańskie, stanowiącej północnoamerykański front wojny siedmioletniej. Odbyło się ono 28 maja 1754 roku niedaleko współczesnego miasta Uniontown na zachodzie Pensylwanii. Potyczka ta poprzedziła bitwę nad Great Meadows.
Rankiem 28 maja 1754, młody podpułkownik milicji prowincji Wirginia George Washington wraz z 40 żołnierzami zaatakował francuski oddział zwiadowczy pod dowództwem Josepha Coulon de Villiers de Jumonville. Po całonocnym marszu wśród ulewy, ludzie Washingtona przybyli wczesnym rankiem w okolice francuskiego obozu położonego w wąskiej dolinie obecnie zwanej Jumonville Glen. Obóz został zaatakowany. Dziesięciu francuskich żołnierzy zginęło w walce, zaś francuski dowódca wraz z 21 innymi żołnierzami dostał się do niewoli. W momencie, gdy Washington przesłuchiwał de Villiersa, podszedł do niego Half King, wódz grupy Indian Mingo sprzymierzonych z Brytyjczykami i zabił Francuza rozbijając jego głowę tomahawkiem.
Washington stracił kontrolę nad żołnierzami, którzy urządzili masakrę jeńców, zabijając prawie wszystkich z wyjątkiem jednego rannego.